# Choridactylus
Choridactylus es un género de peces de la familia Synanceiidae, del orden Scorpaeniformes. Este género marino fue descrito por primera vez en 1848 por John Richardson.

## Especies
Especies reconocidas del género:
- Choridactylus lineatus Poss & Mee, 1995
- Choridactylus multibarbus J. Richardson, 1848
- Choridactylus natalensis (Gilchrist, 1902)
- Choridactylus striatus Mandritsa, 1993

### Lectura recomendada
- Eschmeyer, William N., ed. 1998. Catalog of Fishes. Special Publication of the Center for Biodiversity Research and Information, no. 1, vol 1-3. 2905.
- Nelson, Joseph S. 1994. Fishes of the World, Third Edition. xvii + 600.